# Francis Blanc
Francis Blanc (* 26. September 1938 in Collonges) ist ein ehemaliger Schweizer Radrennfahrer und nationaler Meister im Radsport.

## Sportliche Laufbahn
Blanc begann 1958 mit dem Radsport. 1960 qualifizierte er sich mit dem Sieg im Strassenpreis von Yverdon für die damalige A-Klasse der Amateure in der Schweiz. 1961 war er Teilnehmer des Strassenrennens der UCI-Weltmeisterschaften in Bern. In der folgenden Saison gelang ihm der Sieg bei der nationalen Meisterschaft im Strassenrennen der Amateure. Er gewann zudem die Nordwestschweizer Rundfahrt und war wiederum bei der Weltmeisterschaft sowie der Tour de l’Avenir am Start. 1963 löste er eine Lizenz als Unabhängiger, um so auch an den Rennen der Berufsfahrer teilnehmen zu können. Er erhielt einen Vertrag beim italienischen Radsportteam Cynar und gewann Pruntrut–Zürich in jener Saison. 1964 konnte er die Fernfahrt von Pruntrut nach Lausanne gewinnen. Für das Team Salvarani mit Vittorio Adorni als Teamchef startete er 1965 bei der Tour de France und wurde 79. im Gesamtklassement. Er war auch in den folgenden beiden Jahren bei der Tour dabei, konnte aber keinen vorderen Platz belegen.

## Berufliches
Blanc absolvierte eine Ausbildung zum Bankkaufmann.